# Państwowe Muzeum Auschwitz-Birkenau w Oświęcimiu
Państwowe Muzeum Auschwitz-Birkenau w Oświęcimiu – muzeum utworzone w 1947 r. staraniem byłych więźniów KL Auschwitz w celu zachowania „po wsze czasy” pozostałości po byłym niemieckim nazistowskim obozie koncentracyjnym i zagłady Auschwitz-Birkenau.
Na Muzeum składają się głównie dwie wielkie części byłego kompleksu obozowego: Auschwitz I Stammlager i Auschwitz II – Birkenau, wraz z ponad 150 obiektami budowlanymi, około 300 ruinami, autentycznymi drogami, rampą, ogrodzeniami, a także archiwalia, które przetrwały ewakuację obozu oraz zbiór ponad stu tysięcy obiektów ruchomych (m.in. walizki, buty i przedmioty codziennego użytku, pasiaki i przedmioty więźniarskie, a także przedmioty pochodzenia esesmańskiego).
Na terenie Muzeum zainstalowana jest stała wystawa główna oraz kilkanaście tzw. wystaw narodowych, zorganizowanych przez państwa upamiętniające ofiary-swoich obywateli. W chwili obecnej trwają prace nad zmianą scenariusza wystawy głównej oraz niektórych wystaw narodowych. Organizowane są także wystawy czasowe.
Muzeum jest jednostką bezpośrednio podporządkowaną Ministrowi Kultury i Dziedzictwa Narodowego, jednakże jego działalność jest wynikiem szeroko zakrojonego konsensusu międzynarodowego. W tym celu, w roku 1990 powołano Międzynarodową Radę Muzeum przy Ministrze Kultury, która została zastąpiona w roku 2000 przez Międzynarodową Radę Oświęcimską przy Premierze RP. Obydwu Radom przewodniczył Władysław Bartoszewski. Rady te powołano dla opiniowania różnych zagadnień związanych z pracami Muzeum i zachowaniem Miejsca Pamięci, a także – w miarę potrzeby – z innymi obozami, pozostałymi po wojnie na terenach Polski.

## Działalność
Utworzone ustawą Sejmu Rzeczypospolitej Polskiej z 2 lipca 1947, która m.in. określała: 

Tereny byłego hitlerowskiego obozu koncentracyjnego w Oświęcimiu wraz z wszelkimi znajdującymi się tam zabudowaniami i urządzeniami zachowuje się po wsze czasy jako Pomnik Męczeństwa Narodu Polskiego i innych Narodów.

Wśród głównych działań Muzeum znajduje się konserwacja zabytków i terenów (blisko 200 ha) byłego obozu. Utworzony został specjalny fundusz, mający zapewnić finansowanie długofalowego programu konserwatorskiego Miejsca Pamięci, na który to cel od lat brakowało środków. Pierwszym etapem w sprawie było wystosowanie specjalnego listu do kilkudziesięciu szefów rządów, m.in. do przywódców Unii Europejskiej przez premiera Donalda Tuska oraz apel ministra Radosława Sikorskiego na forum Wspólnoty. W celu obsługi tego funduszu, Władysław Bartoszewski powołał Fundację Auschwitz-Birkenau.
Drugą istotną płaszczyzną działań jest edukacja. Podczas obchodów 60. rocznicy wyzwolenia powołano w ramach muzeum Międzynarodowe Centrum Edukacji o Auschwitz i Holokauście. Prócz tego, Muzeum prowadzi działalność m.in. naukową, wydawniczą, badawczą i upamiętniającą. Każdego roku, 27 stycznia obchodzony jest jako dzień wyzwolenia KL Auschwitz. Tego dnia mają miejsce największe obchody upamiętniające ofiary obozu. Data ta została w 2005 r. przyjęta przez Zgromadzenie Ogólne ONZ, jako „Międzynarodowy Dzień Pamięci o Ofiarach Holokaustu”. Ponadto odbywają się w ciągu roku inne wydarzenia upamiętniające (np. Marsze Żywych).
Muzeum jest pierwszoplanowym partnerem dla wielu instytucji na całym świecie zajmujących się historią Holocaustu i obozów koncentracyjnych, przede wszystkim izraelskiego instytutu Jad Waszem w Jerozolimie i amerykańskiego United States Holocaust Memorial Museum w Waszyngtonie.

## Dyrektorzy
- Tadeusz Wąsowicz (2 lipca 1947–1952)
- Władysław Siwek (pełniący obowiązki: maj 1952–kwiecień 1953)[4]
- Stefan Wiernik (1953–1955)
- Kazimierz Smoleń (1955–1990)
- Jerzy Wróblewski (1990–2006)
- Piotr Cywiński (od 1 września 2006)

## Frekwencja

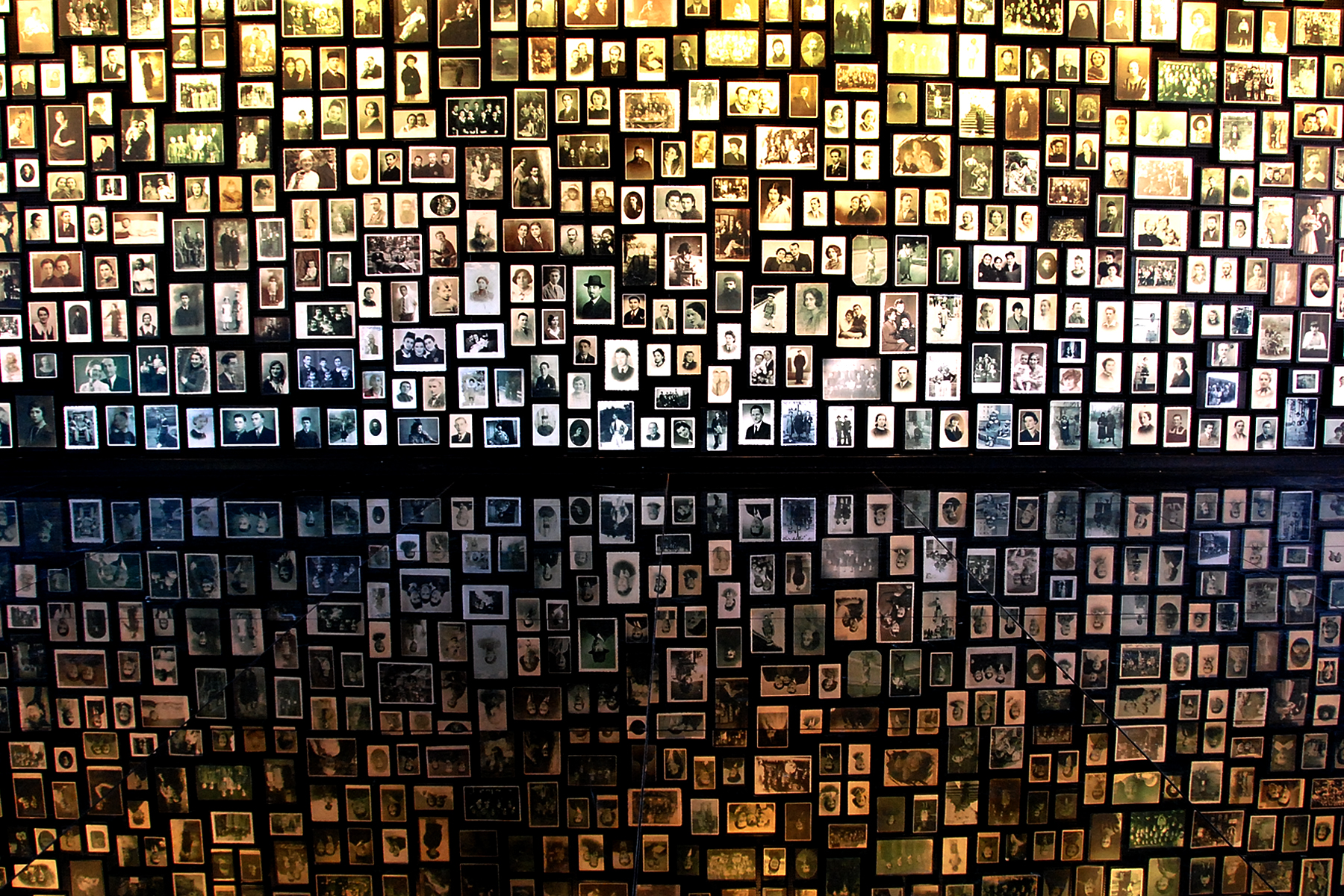
Fragment ekspozycji (2007)

W końcu XX wieku Państwowe Muzeum Auschwitz-Birkenau (nazwa obowiązująca od 1999) odwiedzało około 600 000 osób rocznie, z czego około połowa spoza Polski. W roku 2006 frekwencja przekroczyła milion osób, w 2009 – 1,3 miliona, w 2011 – 1,4 miliona, w tym 610 tysięcy osób z Polski, a od roku 2016 – ponad 2 miliony rocznie. W 2019 roku było to 2 320 000 osób.
Trzykrotny wzrost frekwencji w pierwszej dekadzie XXI wieku sprawił, że muzeum i miejsce pamięci stało się najbardziej odwiedzanym byłym niemieckim nazistowskim obozem w całej Europie oraz najczęściej odwiedzanym muzeum i instytucją kultury w Polsce.

## Otrzymane nagrody i wyróżnienia
- 21 października 1976 Muzeum nadano Krzyż Komandorski z Gwiazdą Orderu Odrodzenia Polski[9],
- W 1979 cały obszar Muzeum wpisano na listę Światowego Dziedzictwa UNESCO, z zastrzeżeniem, że na tej liście reprezentuje wszystkie obozy koncentracyjne i obozy zagłady na świecie,
- 28 maja 2006 Papież Benedykt XVI uhonorował Miejsce Pamięci i Muzeum najwyższą papieską dekoracją: Różą papieską. Róże papieskie są na ogół złote, czasem srebrne, ta jedyna na świecie jest czarnego koloru.[10]
- 2 września 2009 Państwowe Muzeum Auschwitz-Birkenau zostało odznaczone Złotym Medalem „Zasłużony Kulturze Gloria Artis”[11].
- 16 czerwca 2017 Państwowe Muzeum Auschwitz-Birkenau zostało odznaczone Złotym Medalem Honorowym za Zasługi dla Województwa Małopolskiego[12].
- 4 czerwca 2025 Muzeum otrzymało Nagrodę Jana Nowaka-Jeziorańskiego[13].